# Vinh Thanh
Vinh Thanh là một xã ven biển và đầm phá thuộc huyện Phú Vang, thành phố Huế, Việt Nam.
Xã có diện tích 10,48 km², dân số năm 1999 là 9.108 người, mật độ dân số đạt 869 người/km².

## Hành chính
Xã có 6 thôn: 1, 2, 3, 4, 5, 6.